# Nébouzat
Nébouzat ist eine französische Gemeinde mit 865 Einwohnern (Stand 1. Januar 2022) im Département Puy-de-Dôme in der Region Auvergne-Rhône-Alpes (vor 2016 Auvergne). Nébouzat gehört zum Arrondissement Issoire und zum Kanton Orcines (bis 2015 Rochefort-Montagne).

## Geographie
Nébouzat liegt etwa fünfzehn Kilometer westsüdwestlich von Clermont-Ferrand am Flüsschen Gorce, das hier seinen Zufluss Gigeole aufnimmt und kurz danach in die Sioule einmündet. Umgeben wird Nébouzat von den Nachbargemeinden Olby im Norden und Nordwesten, Ceyssat im Norden und Nordosten, Saint-Genès-Champanelle im Osten, Aydat im Südosten, Aurières im Süden sowie Saint-Bonnet-près-Orcival im Westen und Südwesten.

## Weblinks

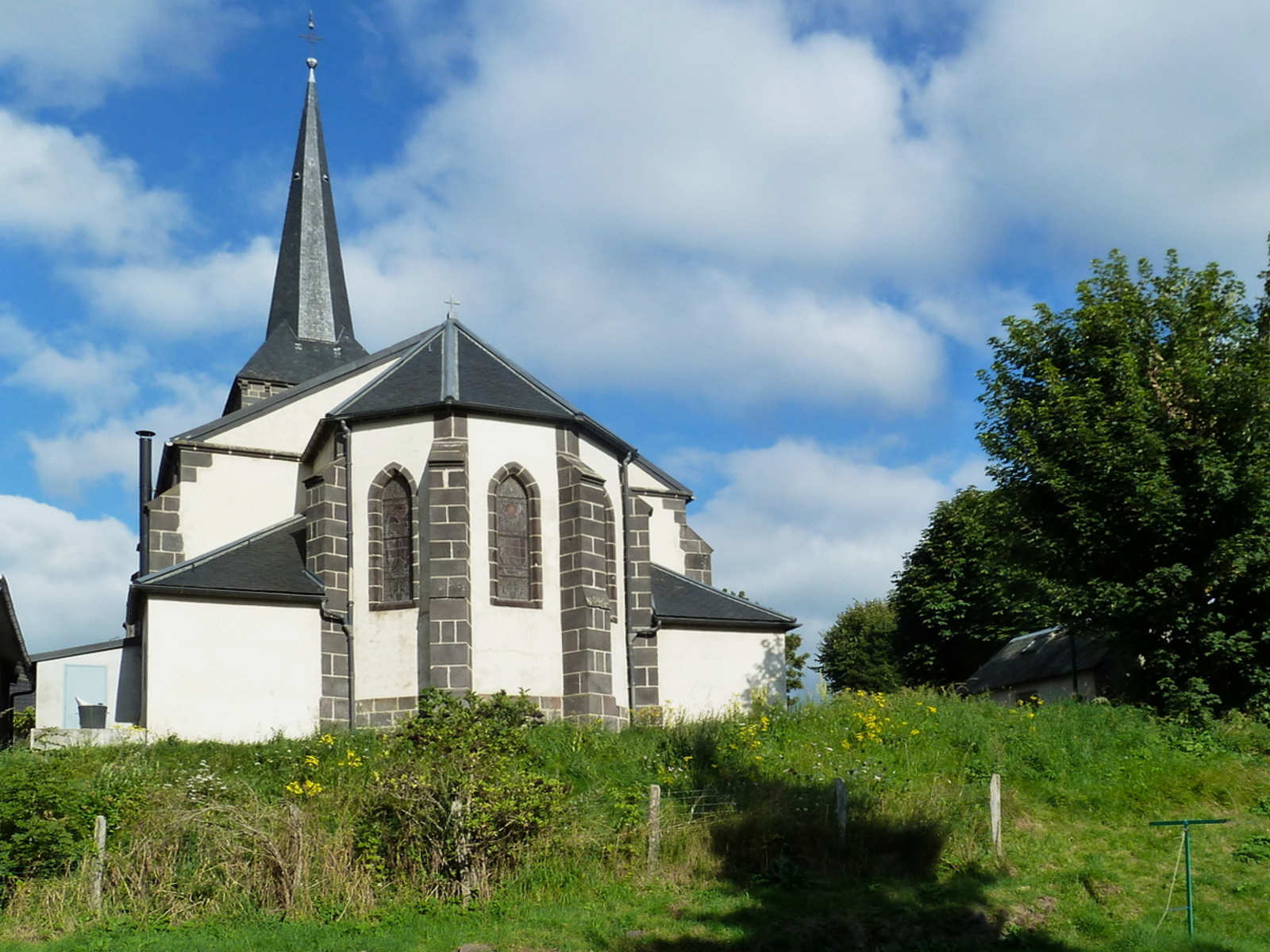
Kirche Saint-Georges

## Bevölkerung
| Jahr                       | 1962 | 1968 | 1975 | 1982 | 1990 | 1999 | 2006 | 2013 |
| Einwohner                  | 512  | 513  | 526  | 603  | 658  | 635  | 724  | 806  |
| Quellen: Cassini und INSEE |      |      |      |      |      |      |      |      |

## Sehenswürdigkeiten
- Kirche Saint-Georges